# Синегрудая питта
Синегрудая питта (лат. Hydrornis baudii) — вид птиц семейства питтовых (Pittidae), эндемик острова Калимантан. Встречается в тропических низменных вечнозелёных лесах на территории Брунея, Индонезии и Малайзии. Несмотря на то, что птица встречается в неспокойных вторичных лесах, она является наиболее распространенной в первичных лесах. Птица обычно обитает ниже 600 м над уровнем моря. Её присутствие также было зафиксировано на высоте 1200 м, однако эти данные не были проверены.

## Описание
Длина тела синегрудой питты составляет 17 см. Оперение самца очень яркое, с ярко-синей макушкой головы, чёрными серёжками, белым горлом, красно-каштановой спиной, сине-фиолетовым брюхом и хвостом и чёрными крыльями с белыми полосками. Оперение самки более тусклое, голова и спина тёмно-коричневые, и только хвост синего цвета.

## Размножение
Синегрудая питта размножается сезонно, так как птицы появлялись в середине года (март-июнь), а самки откладывали яйца в июле. Молодые птицы также встречались в гнёздах с мая по октябрь. Типичное гнездо птицы представляет собой круглый купол из листьев с боковым входом у или на земле. В одном исследуемом гнезде были обнаружены два яйца.

## Распространение
Вид является эндемиком острова Борнео, где встречается в Брунее, Калимантане (Индонезия), Сараваке и Сабахе (Малайзия). Среда обитания — вечнозелёные леса тропических низменностей.

### Статус и сохранение
В результате массовой вырубки леса на острове Калимантан виду угрожает потеря среды обитания и, как следствие этого, резкое сокращение численности популяции.